# Auguste Caristie
Auguste Nicolas Caristie, también llamado Caristie Agustín, nació en Avallon (Yonne) el 6 de diciembre de 1783 y falleció en París, el 5 de diciembre de 1862. Arquitecto francés considerado precursor de la restauración de monumentos históricos.

## Biografía

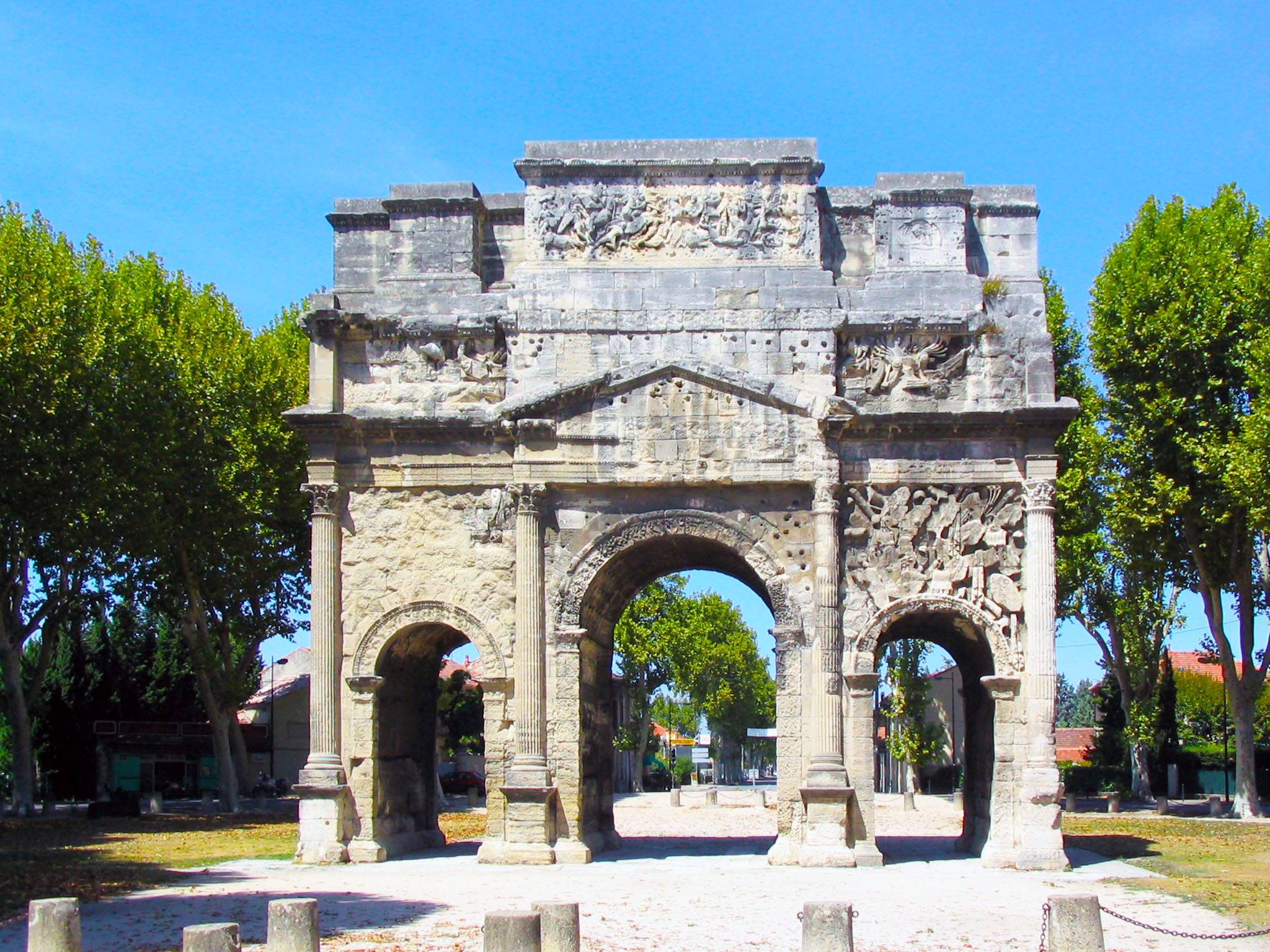
Arco de Orange

Nacido en una familia de arquitectos de origen italiano, hijo de Jacques-Nicolas Caristie, arquitecto en Avallon, y nieto de Miguel Ángel Caristie. Estudió con su padre y en los talleres parisinos de Antoine Vaudoyer y Charles Percier. Ganador del Premio de Roma en 1813 (por un proyecto de "Ayuntamiento de la Capital"), se quedó en Italia por un período de 7 años. Estudió, en particular. la restauración del templo de Serapis, en Pozzuoli.
De vuelta a Francia, el gobierno de la Restauración le encargó la reforma del Arco de Orange (1823). A lo que sucedió, con el tiempo, la restauración del teatro antiguo de Orange. También a petición del gobierno, hizo el mausoleo de las víctimas del desembarco de 1795 en  Quiberon. Fue nombrado inspector general de los edificios civiles en 1829 y más tarde, miembro y vicepresidente de la Comisión de Monumentos Históricos.
Fue elegido en 1840 para ocupar el sillón nº 4 de la Academia de Bellas Artes.
Hermano de Philippe Caristie, llamado Jean-Marie Caristie, ingeniero jefe de puentes y calzadas, que participó en la  expedición a Egipto con Napoleón Bonaparte.

## Principales obras

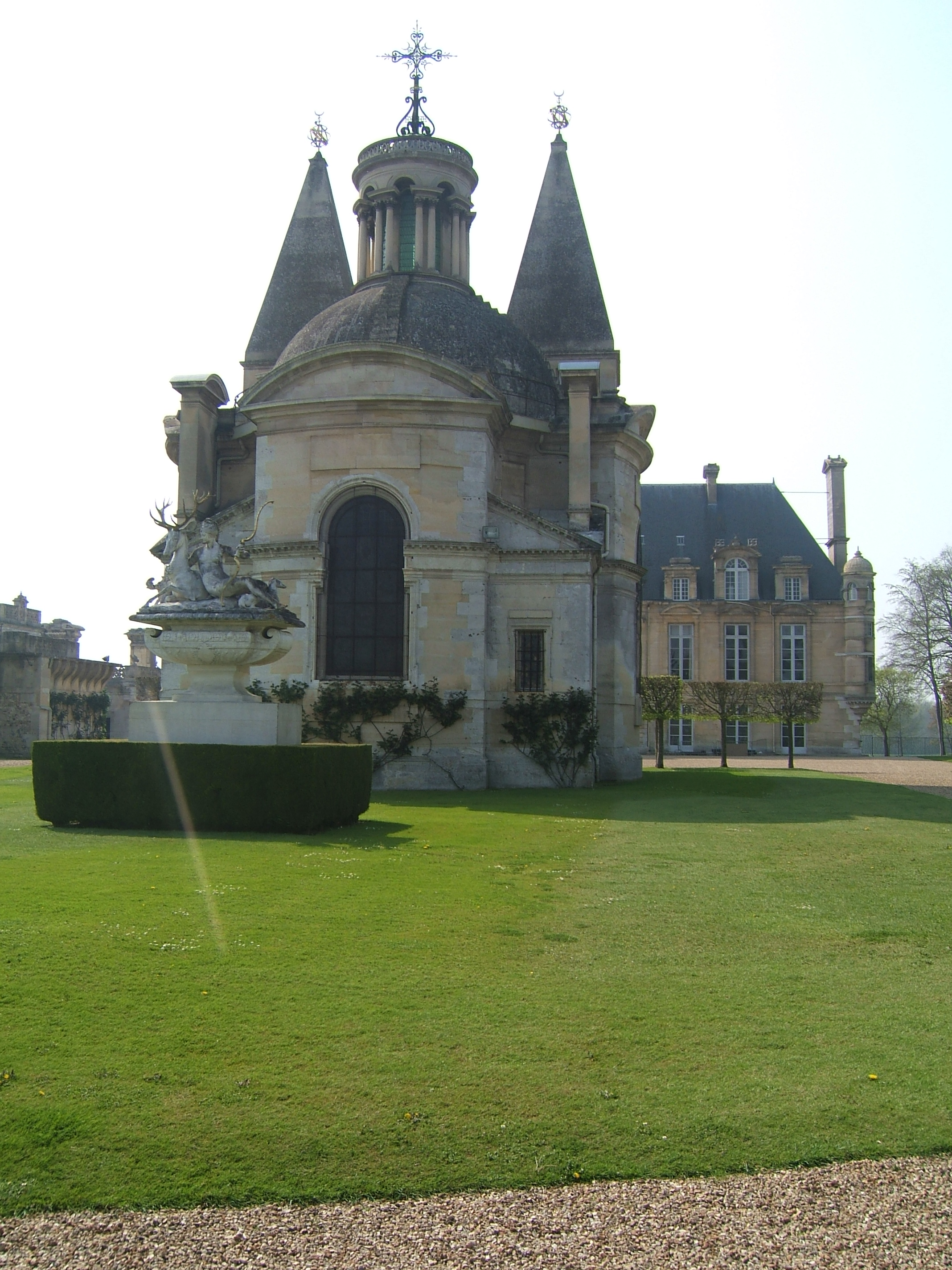
Capilla del Château d'Anet

- 1823 : restauración del Arco de Orange ;
- 1824 : Capilla expiatoria del Campo de los Mártires en Brech;
- 1827 : terminación de la construcción del castillo Kerlevenan en Sarzeau (Morbihan) ;
- 1835 : Prisión de Reims (destruida) ;
- 1844-1851 : restauración de la capilla del  Château d'Anet (Eure-et-Loir) ;
- 1846 : Palacio de Justicia de Reims.